# Camí dels Plans

El Camí dels Plans, respecte del terme d'Abella de la Conca

El Camí dels Plans és un camí del terme municipal d'Isona i Conca Dellà (antics termes d'Isona i Sant Romà d'Abella) que entra un petit tram en el terme d'Abella de la Conca, tot al Pallars Jussà.
Aquest camí arrenca de la carretera L-511 al sud-oest del punt quilomètric 1,8, d'on surt cap al nord-oest, travessa los Plans, i va a trobar el Camí d'Isona a Abella de la Conca. Travessa diversos petits camins agrícoles d'accés als conreus.

## Etimologia
Pren el nom de los Plans, partida a la qual mena i travessa en part.